# Techiman Municipal

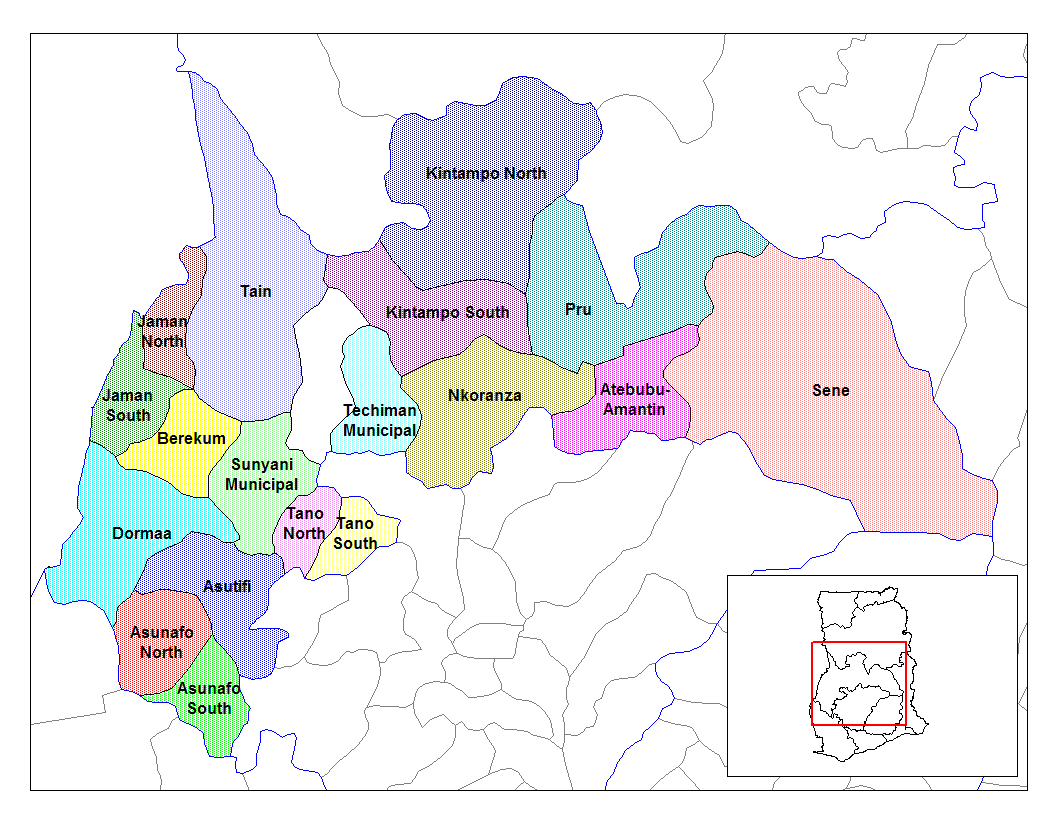
Mapa da região Brong-Ahafo; Techiman encontra-se no centro, de cor anil clara

Techiman Municipal é um distrito no centro da região Brong-Ahafo, no Gana.